# Povratak plavuše
Povratak plavuše je epizoda Zagora objavljena u svesci #163. u izdanju Veselog četvrtka. Na kioscima u Srbiji se pojavila 30. jula 2020. Koštala je 270 din. (2,27 €; 2,65 $) Imala je 94 strane.

## Originalna epizoda
Originalna epizoda pod nazivom Il ritorno di blonde objavljena je premijerno u #631. regularne edicije Zagora u izdanju Bonelija u Italiji 2. februara 2018. Epizodu je nacrtao Mauro Laurenti, a scenario napisao Antonio Zamberletti. Naslovnicu je nacrtao Alessandro Piccinelli. Koštala je 3,9 €.

## Prethodno pojavljivanje Blondi
Blondi se prvi put pojavljuje u epizodama Tajanstveni jahač (ZS-396) i Plavokosa opasnost (ZS-397), koji su u Zlatnoj seriji izašli 1978. godine.

## Prethodna i naredna epizoda
Prethodna epizoda nosila je naslov Ubijte lorda Malkoma! (#162), a naredna Banda nemilosrdnih (#164).